# Taihe (Anhui)
Taihe (chiń. upr. 太和县; chiń. trad. 太和縣; pinyin Tàihé Xiàn) – powiat w północnej części prefektury miejskiej Fuyang w prowincji Anhui w Chińskiej Republice Ludowej. Liczba mieszkańców powiatu, w 2010 roku, wynosiła 1 361 145.